# Play-offs Nederlands voetbal 2009
De Play-offs Nederlands voetbal 2009 worden gespeeld na afloop van het seizoen 2008/09. De play-offs zijn in de Eredivisie behoorlijk uitgedund ten opzichte van vorig seizoen. Vanwege het verdwijnen van de UEFA Intertoto Cup zijn ook de Play-offs om deze te bereiken vervallen. Ook is de nummer twee nu verzekerd van deelname aan de derde voorronde van de UEFA Champions League. De nummers 3 en 4 zijn verzekerd van deelname aan de voorrondes van de UEFA Europa League 2009/2010

## Play-offs voor de UEFA Europa League
Er zal in deze play-offs door vier clubs uit de Eredivisie gestreden worden om een ticket voor de tweede voorronde van de UEFA Europa League 2009/2010.
|  | eerste ronde best of two/three | eerste ronde best of two/three | eerste ronde best of two/three | eerste ronde best of two/three |  |              | om ticket UEFA Europa League | om ticket UEFA Europa League | om ticket UEFA Europa League | om ticket UEFA Europa League |
|  |                                |                                |                                |                                |  |              |                              |                              |                              |                              |
|  | Wedstrijd A                    |                                |                                |                                |  |              |                              |                              |                              |                              |
|  | FC Utrecht                     | 3                              | 0                              | 3                              |  |              |                              |                              |                              |                              |
|  | FC Groningen                   | 3                              | 4                              | 7                              |  |              | Wedstrijd C                  | Wedstrijd C                  | Wedstrijd C                  | Wedstrijd C                  |
|  |                                |                                |                                |                                |  | NAC Breda    | 1                            | 2                            | 3                            |                              |
|  | Wedstrijd B                    | Wedstrijd B                    | Wedstrijd B                    | Wedstrijd B                    |  | FC Groningen | 1                            | 0                            | 1                            |                              |
|  | NAC Breda                      | 3                              | 4                              | 7                              |  |              |                              |                              |                              |                              |
|  | Feyenoord                      | 2                              | 0                              | 2                              |  |              |                              |                              |                              |                              |

### Wedstrijd A
|                               |                                     |       |                           |                                                                                 |
| Wedstrijd 1 16 mei 2009 20:00 | FC Utrecht                          | 3 – 3 | FC Groningen              | Stadion: Stadion Galgenwaard, Utrecht Toeschouwers: 10.500 Scheidsrechter: Vink |
| Wedstrijd 1 16 mei 2009 20:00 | Cornelisse 6' George 48' Skoubo 59' |       | 18', 49', 75' (pen.) Berg | Stadion: Stadion Galgenwaard, Utrecht Toeschouwers: 10.500 Scheidsrechter: Vink |
| Wedstrijd 1 16 mei 2009 20:00 |                                     |       |                           | Stadion: Stadion Galgenwaard, Utrecht Toeschouwers: 10.500 Scheidsrechter: Vink |
| Wedstrijd 1 16 mei 2009 20:00 |                                     |       |                           | Stadion: Stadion Galgenwaard, Utrecht Toeschouwers: 10.500 Scheidsrechter: Vink |
|                               |                                     |       |                           |                                                                                 |

|                               |                                   |       |            |                                                                           |
| Wedstrijd 2 21 mei 2009 14:30 | FC Groningen                      | 4 – 0 | FC Utrecht | Stadion: Euroborg, Groningen Toeschouwers: 20.669 Scheidsrechter: Kuipers |
| Wedstrijd 2 21 mei 2009 14:30 | Berg 9', 46' Lovre 31' Matavž 64' |       |            | Stadion: Euroborg, Groningen Toeschouwers: 20.669 Scheidsrechter: Kuipers |
| Wedstrijd 2 21 mei 2009 14:30 |                                   |       |            | Stadion: Euroborg, Groningen Toeschouwers: 20.669 Scheidsrechter: Kuipers |
| Wedstrijd 2 21 mei 2009 14:30 |                                   |       |            | Stadion: Euroborg, Groningen Toeschouwers: 20.669 Scheidsrechter: Kuipers |
|                               |                                   |       |            |                                                                           |

### Wedstrijd B
|                               |                                                                |       |                                       |                                                                                 |
| Wedstrijd 1 16 mei 2009 19:30 | NAC Breda                                                      | 3 – 2 | Feyenoord                             | Stadion: Rat Verlegh Stadion, Breda Toeschouwers: 12.548 Scheidsrechter: Luinge |
| Wedstrijd 1 16 mei 2009 19:30 | Penders 56' Gorter 60' (pen.) Amoah 83' 9', 86' Van der Leegte |       | 69' (pen.) Makaay 87' (pen.) Tomasson | Stadion: Rat Verlegh Stadion, Breda Toeschouwers: 12.548 Scheidsrechter: Luinge |
| Wedstrijd 1 16 mei 2009 19:30 |                                                                |       |                                       | Stadion: Rat Verlegh Stadion, Breda Toeschouwers: 12.548 Scheidsrechter: Luinge |
| Wedstrijd 1 16 mei 2009 19:30 |                                                                |       |                                       | Stadion: Rat Verlegh Stadion, Breda Toeschouwers: 12.548 Scheidsrechter: Luinge |
|                               |                                                                |       |                                       |                                                                                 |

|                               |           |                                               |           |                                                                                       |
| Wedstrijd 2 21 mei 2009 14:30 | Feyenoord | 0 – 4                                         | NAC Breda | Stadion: Stadion Feijenoord, Rotterdam Toeschouwers: 22.000 Scheidsrechter: Braamhaar |
| Wedstrijd 2 21 mei 2009 14:30 |           | 31' Penders 53' Reuser 85' Kwakman 87' Kolkka |           | Stadion: Stadion Feijenoord, Rotterdam Toeschouwers: 22.000 Scheidsrechter: Braamhaar |
| Wedstrijd 2 21 mei 2009 14:30 |           |                                               |           | Stadion: Stadion Feijenoord, Rotterdam Toeschouwers: 22.000 Scheidsrechter: Braamhaar |
| Wedstrijd 2 21 mei 2009 14:30 |           |                                               |           | Stadion: Stadion Feijenoord, Rotterdam Toeschouwers: 22.000 Scheidsrechter: Braamhaar |
|                               |           |                                               |           |                                                                                       |

### Wedstrijd C
|                               |                |       |              |                                                                                   |
| Wedstrijd 1 28 mei 2009 20:00 | NAC Breda      | 1 – 1 | FC Groningen | Stadion: Rat Verlegh Stadion, Breda Toeschouwers: 15.550 Scheidsrechter: Wegereef |
| Wedstrijd 1 28 mei 2009 20:00 | Idabdelhay 90' |       | 49' Holla    | Stadion: Rat Verlegh Stadion, Breda Toeschouwers: 15.550 Scheidsrechter: Wegereef |
| Wedstrijd 1 28 mei 2009 20:00 |                |       |              | Stadion: Rat Verlegh Stadion, Breda Toeschouwers: 15.550 Scheidsrechter: Wegereef |
| Wedstrijd 1 28 mei 2009 20:00 |                |       |              | Stadion: Rat Verlegh Stadion, Breda Toeschouwers: 15.550 Scheidsrechter: Wegereef |
|                               |                |       |              |                                                                                   |

|                               |              |                     |           |                                                                        |
| Wedstrijd 2 31 mei 2009 14:30 | FC Groningen | 0 – 2               | NAC Breda | Stadion: Euroborg, Groningen Toeschouwers: 21.926 Scheidsrechter: Vink |
| Wedstrijd 2 31 mei 2009 14:30 |              | 62' Amoah 86' Fehér |           | Stadion: Euroborg, Groningen Toeschouwers: 21.926 Scheidsrechter: Vink |
| Wedstrijd 2 31 mei 2009 14:30 |              |                     |           | Stadion: Euroborg, Groningen Toeschouwers: 21.926 Scheidsrechter: Vink |
| Wedstrijd 2 31 mei 2009 14:30 |              |                     |           | Stadion: Euroborg, Groningen Toeschouwers: 21.926 Scheidsrechter: Vink |
|                               |              |                     |           |                                                                        |

## Play-offs om promotie/degradatie
In de play-offs om promotie/degradatie wordt door tien ploegen gespeeld om twee plaatsen in de Eredivisie 2009/10. De play-offs worden gespeeld door de nummers 16 en 17 van de Eredivisie 2008/09, de zes periodekampioenen en de twee hoogst geplaatste teams zonder periodetitel in de Eerste divisie 2008/09.
De vier laagstgeplaatste teams uit de Eerste divisie nemen het in de eerste ronde tegen elkaar op. De twee winnaars gaan door naar de tweede ronde, waaraan ook de vier hoogstgeplaatste teams uit de Eerste divisie en de nummers 16 en 17 van de Eredivisie deelnemen. Vanuit deze ronde gaan er vier teams door naar de derde ronde, waar wordt gespeeld om twee plaatsen in de Eredivisie.
De clubs Excelsior, FC Dordrecht, FC Zwolle, Telstar en TOP Oss waren als periodewinnaars verzekerd van deelname aan deze play-offs. RKC Waalwijk en SC Cambuur-Leeuwarden hadden zich via de reguliere competitie verzekerd van deelname en op de laatste speeldag plaatste ook MVV zich voor de play-offs. Vanuit de Eredivisie werden De Graafschap en Roda JC toegevoegd aan de play-offs.

### Wedstrijdschema
Het eerst genoemde team speelt de eerste wedstrijd thuis. Indien een derde wedstrijd nodig is, wordt beslist waar dit gespeeld wordt op basis van het doelsaldo over de eerste 2 wedstrijden. Is het doelsaldo ook gelijk, dan geeft het aantal uitdoelpunten de doorslag over het thuisvoordeel. Als zowel het doelsaldo als het aantal uitdoelpunten gelijk zijn, volgen er strafschoppen direct na de wedstrijd (geen verlenging) om het thuisvoordeel in de derde wedstrijd te bepalen.
|  | eerste ronde knock out | eerste ronde knock out | eerste ronde knock out | eerste ronde knock out | eerste ronde knock out |   |   | tweede ronde best of three | tweede ronde best of three | tweede ronde best of three | tweede ronde best of three | tweede ronde best of three |  |  | om plaats in eredivisie best of three | om plaats in eredivisie best of three | om plaats in eredivisie best of three | om plaats in eredivisie best of three | om plaats in eredivisie best of three |
|  |                        |                        |                        |                        |                        |   |   |                            |                            |                            |                            |                            |  |  |                                       |                                       |                                       |                                       |                                       |
|  |                        |                        |                        |                        |                        |   |   |                            |                            |                            |                            |                            |  |  |                                       |                                       |                                       |                                       |                                       |
|  |                        | JL5                    | Excelsior              | 1                      | 1                      | 2 |   |                            |                            |                            |                            |                            |  |  |                                       |                                       |                                       |                                       |                                       |
|  |                        |                        |                        |                        |                        | 2 |   |                            |                            |                            |                            |                            |  |  |                                       |                                       |                                       |                                       |                                       |
|  |                        |                        | JL2                    | RKC Waalwijk           | 2                      | 1 | 3 |                            |                            |                            |                            |                            |  |  |                                       |                                       |                                       |                                       |                                       |
|  |                        |                        | JL2                    | RKC Waalwijk           | 2                      | 1 | 3 |                            |                            |                            |                            |                            |  |  |                                       |                                       |                                       |                                       |                                       |
|  |                        |                        |                        |                        |                        |   |   |                            |                            |                            |                            |                            |  |  |                                       |                                       |                                       |                                       |                                       |
|  |                        |                        |                        |                        |                        |   |   |                            |                            |                            |                            |                            |  |  |                                       |                                       |                                       |                                       |                                       |
|  |                        |                        |                        |                        |                        |   |   | C                          | RKC Waalwijk               | 2                          | 1                          | 4²                         |  |  |                                       |                                       |                                       |                                       |                                       |
|  |                        |                        |                        |                        |                        |   |   |                            |                            |                            |                            |                            |  |  |                                       |                                       |                                       |                                       |                                       |
|  |                        | D                      | De Graafschap          | 0                      | 2                      | 2 |   |                            |                            |                            |                            |                            |  |  |                                       |                                       |                                       |                                       |                                       |
|  | JL9                    | Telstar                | 0                      | 0                      | 0                      |   |   |                            |                            |                            |                            |                            |  |  |                                       |                                       |                                       |                                       |                                       |
|  | JL9                    | Telstar                | 0                      | 0                      | 0                      |   |   |                            |                            |                            |                            |                            |  |  |                                       |                                       |                                       |                                       |                                       |
|  | JL6                    | MVV                    | 0                      | 1                      | 1                      |   |   |                            |                            |                            |                            |                            |  |  |                                       |                                       |                                       |                                       |                                       |
|  | JL6                    | MVV                    | 0                      | 1                      | 1                      |   | A | MVV                        | 2                          | 2                          | 4                          |                            |  |  |                                       |                                       |                                       |                                       |                                       |
|  |                        |                        |                        |                        |                        |   | A | MVV                        | 2                          | 2                          | 4                          |                            |  |  |                                       |                                       |                                       |                                       |                                       |
|  |                        |                        | E17                    | De Graafschap          | 3                      | 2 | 5 |                            |                            |                            |                            |                            |  |  |                                       |                                       |                                       |                                       |                                       |
|  |                        |                        | E17                    | De Graafschap          | 3                      | 2 | 5 |                            |                            |                            |                            |                            |  |  |                                       |                                       |                                       |                                       |                                       |
|  |                        |                        |                        |                        |                        |   |   |                            |                            |                            |                            |                            |  |  |                                       |                                       |                                       |                                       |                                       |

|  | eerste ronde knock out | eerste ronde knock out | eerste ronde knock out | eerste ronde knock out | eerste ronde knock out |     |    | tweede ronde best of three | tweede ronde best of three | tweede ronde best of three | tweede ronde best of three | tweede ronde best of three |  |  | om plaats in eredivisie best of three | om plaats in eredivisie best of three | om plaats in eredivisie best of three | om plaats in eredivisie best of three | om plaats in eredivisie best of three |
|  |                        |                        |                        |                        |                        |     |    |                            |                            |                            |                            |                            |  |  |                                       |                                       |                                       |                                       |                                       |
|  |                        |                        |                        |                        |                        |     |    |                            |                            |                            |                            |                            |  |  |                                       |                                       |                                       |                                       |                                       |
|  |                        | JL4                    | FC Zwolle              | 2                      | 1                      | 3   |    |                            |                            |                            |                            |                            |  |  |                                       |                                       |                                       |                                       |                                       |
|  |                        |                        |                        |                        |                        | 3   |    |                            |                            |                            |                            |                            |  |  |                                       |                                       |                                       |                                       |                                       |
|  |                        |                        | JL3                    | SC Cambuur             | 1                      | 3   | 6¹ |                            |                            |                            |                            |                            |  |  |                                       |                                       |                                       |                                       |                                       |
|  |                        |                        | JL3                    | SC Cambuur             | 1                      | 3   | 6¹ |                            |                            |                            |                            |                            |  |  |                                       |                                       |                                       |                                       |                                       |
|  |                        |                        |                        |                        |                        |     |    |                            |                            |                            |                            |                            |  |  |                                       |                                       |                                       |                                       |                                       |
|  |                        |                        |                        |                        |                        |     |    |                            |                            |                            |                            |                            |  |  |                                       |                                       |                                       |                                       |                                       |
|  |                        |                        |                        |                        |                        |     |    | E                          | SC Cambuur                 | 0                          | 1                          | 3                          |  |  |                                       |                                       |                                       |                                       |                                       |
|  |                        |                        |                        |                        |                        |     |    |                            |                            |                            |                            |                            |  |  |                                       |                                       |                                       |                                       |                                       |
|  |                        | F                      | Roda JC (w.n.s. 3-5)   | 0                      | 1                      | 3³' |    |                            |                            |                            |                            |                            |  |  |                                       |                                       |                                       |                                       |                                       |
|  | JL8                    | TOP Oss                | 0                      | 0                      | 0                      |     |    |                            |                            |                            |                            |                            |  |  |                                       |                                       |                                       |                                       |                                       |
|  | JL8                    | TOP Oss                | 0                      | 0                      | 0                      |     |    |                            |                            |                            |                            |                            |  |  |                                       |                                       |                                       |                                       |                                       |
|  | JL7                    | FC Dordrecht           | 2                      | 1                      | 3                      |     |    |                            |                            |                            |                            |                            |  |  |                                       |                                       |                                       |                                       |                                       |
|  | JL7                    | FC Dordrecht           | 2                      | 1                      | 3                      |     | B  | FC Dordrecht               | 1                          | 0                          | 1                          |                            |  |  |                                       |                                       |                                       |                                       |                                       |
|  |                        |                        |                        |                        |                        |     | B  | FC Dordrecht               | 1                          | 0                          | 1                          |                            |  |  |                                       |                                       |                                       |                                       |                                       |
|  |                        |                        | E16                    | Roda JC                | 1                      | 1   | 2  |                            |                            |                            |                            |                            |  |  |                                       |                                       |                                       |                                       |                                       |
|  |                        |                        | E16                    | Roda JC                | 1                      | 1   | 2  |                            |                            |                            |                            |                            |  |  |                                       |                                       |                                       |                                       |                                       |
|  |                        |                        |                        |                        |                        |     |    |                            |                            |                            |                            |                            |  |  |                                       |                                       |                                       |                                       |                                       |

- ¹ Beslissingswedstrijd op 25 mei 2009: 2-0 in voordeel van SC Cambuur
- ² Beslissingswedstrijd op 3 juni 2009: 1-0 in voordeel van RKC Waalwijk
- ³ Beslissingswedstrijd op 3 juni 2009: 2-2 in voordeel van Roda JC (w.n.s. 3-5)

De winnaars van de derde ronde promoveren naar/blijven in de Eredivisie. De rest blijft in/degradeert naar de Eerste divisie.

### Eerste ronde

#### Wedstrijd A
|                               |         |       |     |                                                                                             |
| Wedstrijd 1 12 mei 2009 20:00 | Telstar | 0 – 0 | MVV | Stadion: Sportpark Schoonenberg, Velsen-Zuid Toeschouwers: 1.731 Scheidsrechter: Van Meenen |
| Wedstrijd 1 12 mei 2009 20:00 |         |       |     | Stadion: Sportpark Schoonenberg, Velsen-Zuid Toeschouwers: 1.731 Scheidsrechter: Van Meenen |
| Wedstrijd 1 12 mei 2009 20:00 |         |       |     | Stadion: Sportpark Schoonenberg, Velsen-Zuid Toeschouwers: 1.731 Scheidsrechter: Van Meenen |
| Wedstrijd 1 12 mei 2009 20:00 |         |       |     | Stadion: Sportpark Schoonenberg, Velsen-Zuid Toeschouwers: 1.731 Scheidsrechter: Van Meenen |
|                               |         |       |     |                                                                                             |

|                               |                        |       |         |                                                                                 |
| Wedstrijd 2 15 mei 2009 20:00 | MVV                    | 1 – 0 | Telstar | Stadion: De Geusselt, Maastricht Toeschouwers: 8.332 Scheidsrechter: Van Hulten |
| Wedstrijd 2 15 mei 2009 20:00 | Boateng 80' Daemen 89' |       |         | Stadion: De Geusselt, Maastricht Toeschouwers: 8.332 Scheidsrechter: Van Hulten |
| Wedstrijd 2 15 mei 2009 20:00 |                        |       |         | Stadion: De Geusselt, Maastricht Toeschouwers: 8.332 Scheidsrechter: Van Hulten |
| Wedstrijd 2 15 mei 2009 20:00 |                        |       |         | Stadion: De Geusselt, Maastricht Toeschouwers: 8.332 Scheidsrechter: Van Hulten |
|                               |                        |       |         |                                                                                 |

- Telstar blijft in de Eerste divisie.

#### Wedstrijd B
|                               |         |                              |              |                                                                                 |
| Wedstrijd 1 12 mei 2009 20:00 | TOP Oss | 0 – 2                        | FC Dordrecht | Stadion: Heesen Yachts Stadion, Oss Toeschouwers: 2.539 Scheidsrechter: Janssen |
| Wedstrijd 1 12 mei 2009 20:00 |         | 63' Putter 84' Van der Sloot |              | Stadion: Heesen Yachts Stadion, Oss Toeschouwers: 2.539 Scheidsrechter: Janssen |
| Wedstrijd 1 12 mei 2009 20:00 |         |                              |              | Stadion: Heesen Yachts Stadion, Oss Toeschouwers: 2.539 Scheidsrechter: Janssen |
| Wedstrijd 1 12 mei 2009 20:00 |         |                              |              | Stadion: Heesen Yachts Stadion, Oss Toeschouwers: 2.539 Scheidsrechter: Janssen |
|                               |         |                              |              |                                                                                 |

|                         |              |       |               |                                                                                    |
| Wedstrijd 2 15 mei 2009 | FC Dordrecht | 1 – 0 | TOP Oss       | Stadion: GN Bouw Stadion, Dordrecht Toeschouwers: 3.157 Scheidsrechter: Van Boekel |
| Wedstrijd 2 15 mei 2009 | Ramos 84'    |       | 28' E. Güvenç | Stadion: GN Bouw Stadion, Dordrecht Toeschouwers: 3.157 Scheidsrechter: Van Boekel |
| Wedstrijd 2 15 mei 2009 |              |       |               | Stadion: GN Bouw Stadion, Dordrecht Toeschouwers: 3.157 Scheidsrechter: Van Boekel |
| Wedstrijd 2 15 mei 2009 |              |       |               | Stadion: GN Bouw Stadion, Dordrecht Toeschouwers: 3.157 Scheidsrechter: Van Boekel |
|                         |              |       |               |                                                                                    |

- TOP Oss blijft in de Eerste divisie.

### Tweede ronde

#### Wedstrijd C
|                               |                           |       |                       |                                                                                 |
| Wedstrijd 1 19 mei 2009 20:00 | Excelsior                 | 1 – 2 | RKC                   | Stadion: Stadion Woudestein, Rotterdam Toeschouwers: 3.145 Scheidsrechter: Blom |
| Wedstrijd 1 19 mei 2009 20:00 | Altheer 64' Fernandez 83' |       | 85' Gudde 90' Jongsma | Stadion: Stadion Woudestein, Rotterdam Toeschouwers: 3.145 Scheidsrechter: Blom |
| Wedstrijd 1 19 mei 2009 20:00 |                           |       |                       | Stadion: Stadion Woudestein, Rotterdam Toeschouwers: 3.145 Scheidsrechter: Blom |
| Wedstrijd 1 19 mei 2009 20:00 |                           |       |                       | Stadion: Stadion Woudestein, Rotterdam Toeschouwers: 3.145 Scheidsrechter: Blom |
|                               |                           |       |                       |                                                                                 |

|                               |            |       |                  |                                                                                     |
| Wedstrijd 2 22 mei 2009 20:00 | RKC        | 1 – 1 | Excelsior        | Stadion: Mandemakers Stadion, Waalwijk Toeschouwers: 5.640 Scheidsrechter: Liesveld |
| Wedstrijd 2 22 mei 2009 20:00 | Benson 56' |       | 72' Van Steensel | Stadion: Mandemakers Stadion, Waalwijk Toeschouwers: 5.640 Scheidsrechter: Liesveld |
| Wedstrijd 2 22 mei 2009 20:00 |            |       |                  | Stadion: Mandemakers Stadion, Waalwijk Toeschouwers: 5.640 Scheidsrechter: Liesveld |
| Wedstrijd 2 22 mei 2009 20:00 |            |       |                  | Stadion: Mandemakers Stadion, Waalwijk Toeschouwers: 5.640 Scheidsrechter: Liesveld |
|                               |            |       |                  |                                                                                     |

- Excelsior blijft in de Eerste divisie.

#### Wedstrijd D
|                               |                                 |       |                                  |                                                                           |
| Wedstrijd 1 19 mei 2009 20:45 | MVV                             | 2 – 3 | De Graafschap                    | Stadion: Geusselt, Maastricht Toeschouwers: 8.273 Scheidsrechter: Nijhuis |
| Wedstrijd 1 19 mei 2009 20:45 | Boateng 41' Thiebaut 80' (pen.) |       | 1' Sahar 34' Wuytens 39' Assaidi | Stadion: Geusselt, Maastricht Toeschouwers: 8.273 Scheidsrechter: Nijhuis |
| Wedstrijd 1 19 mei 2009 20:45 |                                 |       |                                  | Stadion: Geusselt, Maastricht Toeschouwers: 8.273 Scheidsrechter: Nijhuis |
| Wedstrijd 1 19 mei 2009 20:45 |                                 |       |                                  | Stadion: Geusselt, Maastricht Toeschouwers: 8.273 Scheidsrechter: Nijhuis |
|                               |                                 |       |                                  |                                                                           |

|                               |                                             |       |                          |                                                                                |
| Wedstrijd 2 22 mei 2009 20:00 | De Graafschap                               | 2 – 2 | MVV                      | Stadion: De Vijverberg, Doetinchem Toeschouwers: 10.900 Scheidsrechter: Luinge |
| Wedstrijd 2 22 mei 2009 20:00 | Wuytens 51' Buijs 57' Jungschläger 55', 73' |       | 2' Thiebaut 74' Haastrup | Stadion: De Vijverberg, Doetinchem Toeschouwers: 10.900 Scheidsrechter: Luinge |
| Wedstrijd 2 22 mei 2009 20:00 |                                             |       |                          | Stadion: De Vijverberg, Doetinchem Toeschouwers: 10.900 Scheidsrechter: Luinge |
| Wedstrijd 2 22 mei 2009 20:00 |                                             |       |                          | Stadion: De Vijverberg, Doetinchem Toeschouwers: 10.900 Scheidsrechter: Luinge |
|                               |                                             |       |                          |                                                                                |

- MVV blijft in de Eerste divisie.

#### Wedstrijd E
|                               |                                |       |                  |                                                                                  |
| Wedstrijd 1 19 mei 2009 20:00 | FC Zwolle                      | 2 – 1 | SC Cambuur       | Stadion: FC Zwolle Stadion, Zwolle Toeschouwers: 8.691 Scheidsrechter: Haverkort |
| Wedstrijd 1 19 mei 2009 20:00 | Van der Haar 19' De Graaff 58' |       | 88' (pen.) Brack | Stadion: FC Zwolle Stadion, Zwolle Toeschouwers: 8.691 Scheidsrechter: Haverkort |
| Wedstrijd 1 19 mei 2009 20:00 |                                |       |                  | Stadion: FC Zwolle Stadion, Zwolle Toeschouwers: 8.691 Scheidsrechter: Haverkort |
| Wedstrijd 1 19 mei 2009 20:00 |                                |       |                  | Stadion: FC Zwolle Stadion, Zwolle Toeschouwers: 8.691 Scheidsrechter: Haverkort |
|                               |                                |       |                  |                                                                                  |

|                               |                                    |       |                                     |                                                                                   |
| Wedstrijd 2 22 mei 2009 20:00 | SC Cambuur                         | 3 – 1 | FC Zwolle                           | Stadion: Cambuurstadion, Leeuwarden Toeschouwers: 10.200 Scheidsrechter: Wegereef |
| Wedstrijd 2 22 mei 2009 20:00 | Van der Heide 5' De Vries 68', 71' |       | 35' (e.d.) Beekmans 71' Van der Wal | Stadion: Cambuurstadion, Leeuwarden Toeschouwers: 10.200 Scheidsrechter: Wegereef |
| Wedstrijd 2 22 mei 2009 20:00 |                                    |       |                                     | Stadion: Cambuurstadion, Leeuwarden Toeschouwers: 10.200 Scheidsrechter: Wegereef |
| Wedstrijd 2 22 mei 2009 20:00 |                                    |       |                                     | Stadion: Cambuurstadion, Leeuwarden Toeschouwers: 10.200 Scheidsrechter: Wegereef |
|                               |                                    |       |                                     |                                                                                   |

|                               |                                    |       |           |                                                                                  |
| Wedstrijd 3 25 mei 2009 20:00 | SC Cambuur                         | 2 – 0 | FC Zwolle | Stadion: Cambuurstadion, Leeuwarden Toeschouwers: 10.200 Scheidsrechter: Kuipers |
| Wedstrijd 3 25 mei 2009 20:00 | Van der Heide 29' Brack 45' (pen.) |       |           | Stadion: Cambuurstadion, Leeuwarden Toeschouwers: 10.200 Scheidsrechter: Kuipers |
| Wedstrijd 3 25 mei 2009 20:00 |                                    |       |           | Stadion: Cambuurstadion, Leeuwarden Toeschouwers: 10.200 Scheidsrechter: Kuipers |
| Wedstrijd 3 25 mei 2009 20:00 |                                    |       |           | Stadion: Cambuurstadion, Leeuwarden Toeschouwers: 10.200 Scheidsrechter: Kuipers |
|                               |                                    |       |           |                                                                                  |

- FC Zwolle blijft in de Eerste divisie.

#### Wedstrijd F
|                               |              |       |         |                                                                                |
| Wedstrijd 1 25 mei 2009 20:00 | FC Dordrecht | 1 – 1 | Roda JC | Stadion: GN Bouw Stadion, Dordrecht Toeschouwers: 4.235 Scheidsrechter: Bossen |
| Wedstrijd 1 25 mei 2009 20:00 | Kalisse 87'  |       | 72' Kah | Stadion: GN Bouw Stadion, Dordrecht Toeschouwers: 4.235 Scheidsrechter: Bossen |
| Wedstrijd 1 25 mei 2009 20:00 |              |       |         | Stadion: GN Bouw Stadion, Dordrecht Toeschouwers: 4.235 Scheidsrechter: Bossen |
| Wedstrijd 1 25 mei 2009 20:00 |              |       |         | Stadion: GN Bouw Stadion, Dordrecht Toeschouwers: 4.235 Scheidsrechter: Bossen |
|                               |              |       |         |                                                                                |

|                               |                  |       |              |                                                                                             |
| Wedstrijd 2 22 mei 2009 20:00 | Roda JC          | 1 – 0 | FC Dordrecht | Stadion: Parkstad Limburg Stadion, Kerkrade Toeschouwers: 17.400 Scheidsrechter: Van Egmond |
| Wedstrijd 2 22 mei 2009 20:00 | Yulu-Matondo 57' |       |              | Stadion: Parkstad Limburg Stadion, Kerkrade Toeschouwers: 17.400 Scheidsrechter: Van Egmond |
| Wedstrijd 2 22 mei 2009 20:00 |                  |       |              | Stadion: Parkstad Limburg Stadion, Kerkrade Toeschouwers: 17.400 Scheidsrechter: Van Egmond |
| Wedstrijd 2 22 mei 2009 20:00 |                  |       |              | Stadion: Parkstad Limburg Stadion, Kerkrade Toeschouwers: 17.400 Scheidsrechter: Van Egmond |
|                               |                  |       |              |                                                                                             |

- FC Dordrecht blijft in de Eerste divisie.

### Derde ronde

#### Wedstrijd G
|                               |                      |       |               |                                                                                 |
| Wedstrijd 1 28 mei 2009 18:30 | RKC                  | 2 – 0 | De Graafschap | Stadion: Mandemakers Stadion, Waalwijk Toeschouwers: 6.130 Scheidsrechter: Blom |
| Wedstrijd 1 28 mei 2009 18:30 | Snoyl 50' Benson 53' |       |               | Stadion: Mandemakers Stadion, Waalwijk Toeschouwers: 6.130 Scheidsrechter: Blom |
| Wedstrijd 1 28 mei 2009 18:30 |                      |       |               | Stadion: Mandemakers Stadion, Waalwijk Toeschouwers: 6.130 Scheidsrechter: Blom |
| Wedstrijd 1 28 mei 2009 18:30 |                      |       |               | Stadion: Mandemakers Stadion, Waalwijk Toeschouwers: 6.130 Scheidsrechter: Blom |
|                               |                      |       |               |                                                                                 |

|                               |                           |       |              |                                                                                   |
| Wedstrijd 2 31 mei 2009 14:30 | De Graafschap             | 2 – 1 | RKC          | Stadion: De Vijverberg, Doetinchem Toeschouwers: 11.300 Scheidsrechter: Braamhaar |
| Wedstrijd 2 31 mei 2009 14:30 | Den Ouden 22' De Jong 47' |       | 12' Benschop | Stadion: De Vijverberg, Doetinchem Toeschouwers: 11.300 Scheidsrechter: Braamhaar |
| Wedstrijd 2 31 mei 2009 14:30 |                           |       |              | Stadion: De Vijverberg, Doetinchem Toeschouwers: 11.300 Scheidsrechter: Braamhaar |
| Wedstrijd 2 31 mei 2009 14:30 |                           |       |              | Stadion: De Vijverberg, Doetinchem Toeschouwers: 11.300 Scheidsrechter: Braamhaar |
|                               |                           |       |              |                                                                                   |

|                               |                |       |               |                                                                                     |
| Wedstrijd 3 3 juni 2009 20:45 | RKC            | 1 – 0 | De Graafschap | Stadion: Mandemakers Stadion, Waalwijk Toeschouwers: 7.000 Scheidsrechter: Wegereef |
| Wedstrijd 3 3 juni 2009 20:45 | De Ceulaer 27' |       |               | Stadion: Mandemakers Stadion, Waalwijk Toeschouwers: 7.000 Scheidsrechter: Wegereef |
| Wedstrijd 3 3 juni 2009 20:45 |                |       |               | Stadion: Mandemakers Stadion, Waalwijk Toeschouwers: 7.000 Scheidsrechter: Wegereef |
| Wedstrijd 3 3 juni 2009 20:45 |                |       |               | Stadion: Mandemakers Stadion, Waalwijk Toeschouwers: 7.000 Scheidsrechter: Wegereef |
|                               |                |       |               |                                                                                     |

- RKC promoveert naar de Eredivisie.
- De Graafschap degradeert naar de Eerste divisie.

#### Wedstrijd H
|                               |            |       |         |                                                                                 |
| Wedstrijd 1 28 mei 2009 20:45 | SC Cambuur | 0 – 0 | Roda JC | Stadion: Cambuurstadion, Leeuwarden Toeschouwers: 10.200 Scheidsrechter: Luinge |
| Wedstrijd 1 28 mei 2009 20:45 |            |       |         | Stadion: Cambuurstadion, Leeuwarden Toeschouwers: 10.200 Scheidsrechter: Luinge |
| Wedstrijd 1 28 mei 2009 20:45 |            |       |         | Stadion: Cambuurstadion, Leeuwarden Toeschouwers: 10.200 Scheidsrechter: Luinge |
| Wedstrijd 1 28 mei 2009 20:45 |            |       |         | Stadion: Cambuurstadion, Leeuwarden Toeschouwers: 10.200 Scheidsrechter: Luinge |
|                               |            |       |         |                                                                                 |

|                               |                       |       |                             |                                                                                          |
| Wedstrijd 2 31 mei 2009 16:30 | Roda JC               | 1 – 1 | SC Cambuur                  | Stadion: Parkstad Limburg Stadion, Kerkrade Toeschouwers: 18.200 Scheidsrechter: Nijhuis |
| Wedstrijd 2 31 mei 2009 16:30 | Meeuwis 32' Cissé 38' |       | 12', 41' Brack 80' De Vries | Stadion: Parkstad Limburg Stadion, Kerkrade Toeschouwers: 18.200 Scheidsrechter: Nijhuis |
| Wedstrijd 2 31 mei 2009 16:30 |                       |       |                             | Stadion: Parkstad Limburg Stadion, Kerkrade Toeschouwers: 18.200 Scheidsrechter: Nijhuis |
| Wedstrijd 2 31 mei 2009 16:30 |                       |       |                             | Stadion: Parkstad Limburg Stadion, Kerkrade Toeschouwers: 18.200 Scheidsrechter: Nijhuis |
|                               |                       |       |                             |                                                                                          |

|                               |                                      |                       |                       |                                                                                    |
| Wedstrijd 3 3 juni 2009 20:45 | SC Cambuur                           | 2 – 2 (n.v.) ns (3-5) | Roda JC               | Stadion: Cambuurstadion, Leeuwarden Toeschouwers: 10.500 Scheidsrechter: Braamhaar |
| Wedstrijd 3 3 juni 2009 20:45 | El Khalifi 35' M. Jansen 118' (pen.) |                       | 86' Bodor 97' Hadouir | Stadion: Cambuurstadion, Leeuwarden Toeschouwers: 10.500 Scheidsrechter: Braamhaar |
| Wedstrijd 3 3 juni 2009 20:45 |                                      |                       |                       | Stadion: Cambuurstadion, Leeuwarden Toeschouwers: 10.500 Scheidsrechter: Braamhaar |
| Wedstrijd 3 3 juni 2009 20:45 |                                      |                       |                       | Stadion: Cambuurstadion, Leeuwarden Toeschouwers: 10.500 Scheidsrechter: Braamhaar |
|                               |                                      |                       |                       |                                                                                    |

- Roda JC blijft in de Eredivisie.
- SC Cambuur blijft in de Eerste divisie.

Eredivisie

1960 · 1975 · 1987 · 1988
Eerste divisie

1973 · 1974 · 1975 · 1976 · 1977 · 1978 · 1979 · 1980 · 1981 · 1982 · 1983 · 1984 · 1985 · 1986 · 1987 · 1988 · 1989 · 1990 · 1991 · 1992 · 1993 · 1994 · 1995 · 1996 · 1997 · 1998 · 1999 · 2000 · 2001 · 2002 · 2003 · 2004 · 2005

Vanaf 2006 staan alle competities op 1 pagina.

2006 · 2007 · 2008 · 2009 · 2010 · 2011 · 2012 · 2013 · 2014 · 2015 · 2016 · 2017 · 2018 · 2019 · 2020 · 2021 · 2022 · 2023 · 2024